# Prêmio TWAS
Este artigo apresenta uma lista dos laureados com o Prêmio TWAS, concedido anualmente pela TWAS (The World Academy of Sciences).

## Sumário
| Categoria               | Ano de início | Total de recipientes | Primeiro recipiente                    |
| ----------------------- | ------------- | -------------------- | -------------------------------------- |
| Ciências da Agricultura | 2003          | 19                   | Fu Ting-Dong                           |
| Biologia                | 1986          | 40                   | Mysore A. Viswamitra                   |
| Química                 | 1985          | 41                   | Leopoldo De Meis Salimuzzaman Siddiqui |
| Ciências da Terra       | 2003          | 18                   | Kaigala Venkata Subbarao               |
| Ciências da Engenharia  | 2003          | 20                   | Mayra de la Torre                      |
| Matemática              | 1985          | 35                   | Liao Shantao                           |
| Ciências Médicas        | 1988          | 37                   | Manuel Elkin Patarroyo                 |
| Física                  | 1985          | 39                   | George Sudarshan                       |
| Ciências Sociais        | 2014          | 6                    | Ayşe Buğra Zheng Xiaoying              |

## Ciências da Agricultura
| Ano  | Recipiente                        | País        |
| ---- | --------------------------------- | ----------- |
| 2003 | Fu Ting-Dong                      | China       |
| 2004 | Mohammad J. Malakouti             | Irã         |
| 2005 | Alex E. Bustillo Pardey           | Colômbia    |
| 2006 | Heong Kong-Luen                   | Filipinas   |
| 2007 | Muhammad Arshad                   | Paquistão   |
| 2008 | Jei-Fu Shaw                       | Taiwan      |
| 2009 | Huey Lang Yang                    | Taiwan      |
| 2010 | Francisco Alfonso Larqué Saavedra | México      |
| 2010 | Ibrokhim Abdurakhmonov            | Uzbequistão |
| 2011 | Segenet Kelemu                    | Etiópia     |
| 2011 | Zeyaur Rahman Khan                | Índia       |
| 2012 | Jun Yu                            | China       |
| 2012 | Egamberdieva Dilfuza              | Uzbequistão |
| 2013 | Yong-Guan Zhu                     | China       |
| 2014 | Fusuo Zhang                       | China       |
| 2015 | Jagdish Ladha                     | Índia       |
| 2015 | Feng-Min Li                       | China       |
| 2016 | Ismail Cakmak                     | Turquia     |
| 2018 | Dabing Zhang                      | China       |

## Biologia
| Ano  | Recipiente                   | País       |
| ---- | ---------------------------- | ---------- |
| 1986 | Mysore A. Viswamitra         | Índia      |
| 1987 | Adolfo Martinez-Palomo       | México     |
| 1988 | Francisco José Barrantes     | Argentina  |
| 1990 | Eduardo H. Rapoport          | Argentina  |
| 1991 | Ramon R. Latorre             | Chile      |
| 1992 | Tsou Chen-Lu                 | China      |
| 1993 | Luis Rafael Herrera-Estrella | México     |
| 1994 | Armando J. Parodi            | Argentina  |
| 1995 | Carlos S. Andreo             | Argentina  |
| 1995 | Carlos Eduardo Rocha Miranda | Brasil     |
| 1996 | Juan Carlos Castilla Zenobi  | Chile      |
| 1996 | Asis Datta                   | Índia      |
| 1997 | Francisco Bolívar Zapata     | México     |
| 1998 | Gabriel Guarneros            | México     |
| 1999 | Raghavendra Gadagkar         | Índia      |
| 2000 | Alberto C. Frasch            | Argentina  |
| 2001 | Avadhesha Surolia            | Índia      |
| 2002 | Wang Zhizhen                 | China      |
| 2003 | Rafael Palacios de la Lama   | México     |
| 2004 | Jorge Kalil                  | Brasil     |
| 2005 | Yang Huanming                | China      |
| 2005 | Jerson L. Silva              | Brasil     |
| 2006 | Pedro E. León Azofeifa       | Costa Rica |
| 2007 | Lúcia Mendonça Previato      | Brasil     |
| 2008 | Carlos Arias Ortiz           | México     |
| 2008 | Susana López Charretón       | México     |
| 2009 | Lin He                       | China      |
| 2009 | Partha Pratim Majumder       | Índia      |
| 2010 | Satyajit Mayor               | Índia      |
| 2010 | Soo-Chen Cheng               | Taiwan     |
| 2011 | Ana Belén Elgoyhen           | Argentina  |
| 2011 | Valakunja Nagaraja           | Índia      |
| 2012 | Ann-Shyn Chiang              | Taiwan     |
| 2013 | Xu Guoliang                  | China      |
| 2013 | Sue Duan Lin-Chao            | Taiwan     |
| 2014 | Marcelo Rubinstein           | Argentina  |
| 2015 | Maria Isabel Colombo         | Argentina  |
| 2016 | Amitabha Chattopadhyay       | Índia      |
| 2016 | Zhou Qi                      | China      |
| 2018 | Luisa Lina Villa             | Brasil     |

## Química
| Ano  | Recipiente                   | País      |
| ---- | ---------------------------- | --------- |
| 1985 | Leopoldo de Meis             | Brasil    |
| 1985 | Salimuzzaman Siddiqui        | Paquistão |
| 1986 | Saad S.M. Hassan             | Egito     |
| 1987 | Chen Chuangtian              | China     |
| 1988 | Sukh Dev                     | Índia     |
| 1990 | Mohammed Hilmy Elnagdi       | Egito     |
| 1991 | Otto Richard Gottlieb        | Brasil    |
| 1992 | Manapurathu Verghese George  | Índia     |
| 1993 | Animesh Chakravorty          | Índia     |
| 1993 | Giuseppe Cilento             | Brasil    |
| 1994 | Padmanabhan Balaram          | Índia     |
| 1994 | Huang Yao-Zeng               | China     |
| 1996 | Enrique J. Baran             | Argentina |
| 1996 | Henrique Eisi Toma           | Brasil    |
| 1997 | Reuben Jih-Ru Hwu            | China     |
| 1998 | Biman Bagchi                 | Índia     |
| 1999 | Darshan Ranganathan          | Índia     |
| 2000 | Gautam Radhakrishna Desiraju | Índia     |
| 2001 | Kimoon Kim                   | Coreia    |
| 2002 | Peng Shie-Ming               | Taiwan    |
| 2003 | Eluvathingal Devassy Jemmis  | Índia     |
| 2004 | Miguel A. Blesa              | Argentina |
| 2005 | Krishna N. Ganesh            | Índia     |
| 2006 | Che Chi-Ming                 | China     |
| 2007 | Kankan Bhattacharyya         | Índia     |
| 2008 | Dongyuan Zhao                | China     |
| 2009 | Wan Lijun                    | China     |
| 2009 | Swapan Kumar Ghosh           | Índia     |
| 2010 | Yang Dan                     | China     |
| 2010 | Santanu Bhattacharya         | Índia     |
| 2011 | Jairton Dupont               | Brasil    |
| 2011 | Lei Jiang                    | China     |
| 2012 | Xiao-Ming Chen               | China     |
| 2012 | Swapan K. Pati               | Índia     |
| 2013 | Ayyappanpillai Ajayaghosh    | Índia     |
| 2013 | Chung-Yuan Mou               | Taiwan    |
| 2014 | Xie Yi                       | China     |
| 2015 | Pi-Tai Chou                  | Taiwan    |
| 2015 | Tessy María López Goerne     | México    |
| 2016 | Zhao Yuliang                 | China     |
| 2018 | Thalappil Pradeep            | Índia     |

## Ciências da Terra
| Ano  | Recipiente               | País          |
| ---- | ------------------------ | ------------- |
| 2003 | Kaigala Venkata Subbarao | Índia         |
| 2004 | Adolpho J. Melfi         | Brasil        |
| 2005 | Zhu Rixiang              | China         |
| 2006 | Rengaswamy Ramesh        | Índia         |
| 2007 | Paulo Artaxo             | Brasil        |
| 2008 | Sun Jimin                | China         |
| 2009 | Rafael Navarro González  | México        |
| 2010 | Anil Kumar Gupta         | Índia         |
| 2010 | Alexander Kellner        | Brasil        |
| 2011 | S. K. Satheesh           | Índia         |
| 2011 | Wu Fuyuan                | China         |
| 2012 | Patrick George Eriksson  | África de Sul |
| 2013 | Li Xia                   | China         |
| 2014 | Sun-Lin Chung            | Taiwan        |
| 2015 | Piao Shilong             | China         |
| 2016 | Mario Hamuy              | Chile         |
| 2018 | Guochun Zhao             | China         |
| 2018 | Alejandro Raga           | México        |

## Ciências da Engenharia
| Ano  | Recipiente                   | País     |
| ---- | ---------------------------- | -------- |
| 2003 | Mayra de la Torre            | México   |
| 2004 | Li Aizhen                    | China    |
| 2005 | Mauricio Terrones            | México   |
| 2006 | Chang Chun-Yen               | Taiwan   |
| 2007 | Chih-Kung Lee                | Taiwan   |
| 2008 | Ashutosh Sharma              | Índia    |
| 2009 | Chen Liang-Gee               | Taiwan   |
| 2010 | Vivek Borkar                 | Índia    |
| 2010 | Edgar D. Zanotto             | Brasil   |
| 2011 | Lin Yi-bing                  | Taiwan   |
| 2012 | Abdul Latiff Ahmad           | Malásia  |
| 2012 | Kalyanmoy Deb                | Índia    |
| 2013 | Indranil Manna               | Índia    |
| 2013 | Mohammad Ahmad Al-Nimr       | Jordânia |
| 2014 | Kumaran Viswanathan          | Índia    |
| 2014 | Chih-Yuan Lu                 | Taiwan   |
| 2015 | Upadrasta Ramamurty          | Índia    |
| 2016 | Carlos Artemio Coello Coello | México   |
| 2018 | Yu-Chee Tseng                | Taiwan   |
| 2018 | Sanghamitra Bandyopadhyay    | Índia    |

## Matemática
| Ano  | Recipiente                     | País             |
| ---- | ------------------------------ | ---------------- |
| 1985 | Liao Shantao                   | China            |
| 1986 | Maurício Peixoto               | Brasil           |
| 1987 | Mudambai Seshachalu Narasimhan | Índia            |
| 1988 | Jacob Palis                    | Brasil           |
| 1990 | Wu Wen-Tsun                    | China            |
| 1991 | Madabusi S. Raghunathan        | Índia            |
| 1992 | Manfredo do Carmo              | Brasil           |
| 1993 | Chang Kung-Ching               | China            |
| 1994 | Ricardo Mañé                   | Uruguai / Brasil |
| 1995 | Ibrahim A. Eltayeb             | Omã              |
| 1995 | Carlos Segovia                 | Argentina        |
| 1996 | César Camacho                  | Brasil           |
| 1996 | K. R. Parthasarathy            | Índia            |
| 1998 | Marcelo Viana                  | Brasil           |
| 1999 | Servet Martinez                | Chile            |
| 2000 | Weiping Zhang                  | China            |
| 2001 | S. Ramanan                     | Índia            |
| 2002 | José Antonio de la Peña        | México           |
| 2003 | Welington de Melo              | Brasil           |
| 2004 | Long Yiming                    | China            |
| 2005 | Parimala Raman                 | Índia            |
| 2006 | Claudio Landim                 | Brasil           |
| 2007 | Shrikrishna G. Dani            | Índia            |
| 2008 | Vasudevan Srinivas             | Índia            |
| 2009 | Enrique Pujals                 | Brasil           |
| 2010 | Manindra Agrawal               | Índia            |
| 2010 | Carlos Gustavo Moreira         | Brasil           |
| 2011 | Shun-Jen Cheng                 | Taiwan           |
| 2011 | Patricio Luis Felmer           | Chile            |
| 2012 | Fernando Codá Marques          | Brasil           |
| 2013 | Artur Avila                    | Brasil           |
| 2014 | Ya-xiang Yuan                  | China            |
| 2015 | Alicia Dickenstein             | Argentina        |
| 2016 | Lorenzo Justiniano Diaz Casado | Brasil           |
| 2018 | Ricardo Guillermo Durán        | Argentina        |

## Ciências Médicas
| Ano  | Recipiente                       | País          |
| ---- | -------------------------------- | ------------- |
| 1988 | Manuel Elkin Patarroyo           | Colômbia      |
| 1990 | Sérgio Henrique Ferreira         | Brasil        |
| 1991 | Leonidas de Mello Deane          | Brasil        |
| 1991 | Maria José von Paumgartten Deane | Brasil        |
| 1992 | Juan Carlos Fasciolo             | Argentina     |
| 1993 | Etim Moses Essien                | Nigéria       |
| 1994 | Suhayl J. Jabbur                 | Líbano        |
| 1995 | Dorairajan Balasubramanian       | Índia         |
| 1995 | Iván Antonio Izquierdo           | Brasil        |
| 1996 | Bhola Nath Dhawan                | Índia         |
| 1997 | Eduardo H. Charreau              | Argentina     |
| 1997 | Charles O.N. Wambebe             | Nigéria       |
| 1998 | Felix Konotey-Ahulu              | Gana          |
| 1999 | Esper A. Cavalheiro              | Brasil        |
| 2000 | Rabia Hussain                    | Paquistão     |
| 2001 | Rodolfo R. Brenner               | Argentina     |
| 2002 | Ranulfo Romo                     | México        |
| 2003 | Mayana Zatz                      | Brasil        |
| 2004 | Shiv Kumar Sarin                 | Índia         |
| 2005 | Shah M. Faruque                  | Bangladesh    |
| 2006 | Jacinto Convit                   | Venezuela     |
| 2007 | Sérgio Pena                      | Brasil        |
| 2008 | Salim Abdool Karim               | África de Sul |
| 2009 | Ricardo Gazzinelli               | Brasil        |
| 2010 | Gabriel Adrián Rabinovich        | Argentina     |
| 2011 | Alberto Kornblihtt               | Argentina     |
| 2012 | Quarraisha Abdool Karim          | África de Sul |
| 2012 | George Fu Gao                    | China         |
| 2013 | Mei-Hwei Chang                   | Taiwan        |
| 2013 | Turgay Dalkara                   | Turquia       |
| 2014 | Irene Oi Lin NG                  | China         |
| 2014 | Tse Wen Chang                    | Taiwan        |
| 2015 | Eduardo Arzt                     | Argentina     |
| 2015 | Ge Ri-Li                         | China         |
| 2016 | Zulfiqar Ahmed Bhutta            | Paquistão     |
| 2018 | Lynn Morris                      | África de Sul |
| 2018 | Seza Õzen                        | Turquia       |

## Física
| Ano  | Recipiente                 | País      |
| ---- | -------------------------- | --------- |
| 1985 | George Sudarshan           | Índia     |
| 1986 | Zhao Zhongxian             | China     |
| 1987 | César Lattes               | Brasil    |
| 1988 | Govind Swarup              | Índia     |
| 1990 | Tirupattur V. Ramakrishnan | Índia     |
| 1991 | Francisco de la Cruz       | Argentina |
| 1992 | Narendra Kumar             | Índia     |
| 1993 | Guo Kexin (K.H. Kuo)       | China     |
| 1994 | Girish S. Agarwal          | Índia     |
| 1995 | Ramanath Cowsik            | Índia     |
| 1995 | Jayme Tiomno               | Brasil    |
| 1996 | Fan Hai-fu                 | China     |
| 1996 | Enrique Tirapegui          | Chile     |
| 1997 | Luis F. Rodríguez          | México    |
| 1997 | Ashoke Sen                 | Índia     |
| 1998 | B. Sriram Shastry          | Índia     |
| 1999 | Min Naiben                 | China     |
| 2000 | Ajay Kumar Sood            | Índia     |
| 2001 | Luiz Davidovich            | Brasil    |
| 2002 | Deepak Dhar                | Índia     |
| 2003 | Rodolfo Gambini            | Uruguai   |
| 2004 | Spenta R. Wadia            | Índia     |
| 2005 | Wang Enge                  | China     |
| 2006 | Dipankar Das Sarma         | Índia     |
| 2007 | Zhang Jie                  | China     |
| 2008 | Predhiman Krishan Kaw      | Índia     |
| 2008 | Ali Chamseddine            | Líbano    |
| 2009 | Gao Hongjun                | China     |
| 2009 | Nathan Berkovits           | Brasil    |
| 2010 | Xue Qikun                  | China     |
| 2011 | Thanu Padmanabhan          | Índia     |
| 2012 | Juan Pablo Paz             | Argentina |
| 2013 | Rajesh Gopakumar           | Índia     |
| 2013 | Marcos Pimenta             | Brasil    |
| 2014 | Daniel de Florian          | Argentina |
| 2015 | Sandip Trivedi             | Índia     |
| 2015 | Zhou Xingjiang             | China     |
| 2016 | Shiraz Minwalla            | Índia     |
| 2018 | Daniel Mario Ugarte        | Brasil    |

## Ciências Sociais
| Ano  | Recipiente        | País    |
| ---- | ----------------- | ------- |
| 2014 | Rajah Rasiah      | Malásia |
| 2015 | Ayşe Buğra        | Turquia |
| 2015 | Zheng Xiaoying    | China   |
| 2016 | Marilda Sotomayor | Brasil  |
| 2018 | Alex Chika Ezeh   | Quênia  |
| 2018 | Yansui Liu        | China   |